# Troncal 3 (Metrovía)
La Troncal 3 de la Metrovía (Bastión Popular - Centro) es la segunda troncal (línea) en ser abierta al uso público del sistema de bus rápido Metrovía, en Guayaquil, Ecuador.
La línea fue inaugurada el 4 de mayo de 2008. Conecta el populoso barrio de  Bastión Popular al norte de Guayaquil con el centro de la misma.
Inicia su recorrido en sentido noroeste – centro de la ciudad desde el  terminal Bastión Popular, siendo su tiempo de transportación terminal-centro-terminal aproximadamente de 80 minutos. Recorre el sector industrial de la ciudad hasta llegar al centro.
Gestionan 13 rutas de alimentación, 6 que llegan al Terminal Bastión Popular y 7 que abastecen a las paradas.

## Historia
Inició sus operaciones en mayo del 2008, integrándose al Sistema Metrovía en las paradas IESS y Biblioteca Municipal, las cuales corresponden a la Troncal 1 (Metrovía). Su contrato de concesión para operar la troncal es por 20 años.

## Estaciones

### Troncal Bastión Popular - Centro Urbano y Circuito San Francisco
| Troncal Bastión Popular - Centro Urbano |             |                            |           |
| Estación                                | Tipo        | Estado                     | Servicios |
| Terminal Bastión Popular                | integradora | Acceso para discapacitados | 2008      |
| California                              | Parada      | Acceso para discapacitados | 2008      |
| Inmacosa                                | Parada      | Acceso para discapacitados | 2008      |
| Luz del Guayas                          | Parada      | Acceso para discapacitados | 2008      |
| Fuerte Huancavilca                      | Parada      | Acceso para discapacitados | 2008      |
| Florida                                 | Parada      | Acceso para discapacitados | 2008      |
| Gallegos Lara                           | Parada      | Acceso para discapacitados | 2008      |
| Juan Tanca Marengo                      | Parada      | Acceso para discapacitados | 2008      |
| Prosperina                              | Parada      | Acceso para discapacitados | 2008      |
| Colegio Dolores Sucre                   | Parada      | Acceso para discapacitados | 2008      |
| Cerros de Mapasingue                    | Parada      | Acceso para discapacitados | 2008      |
| Mapasingue                              | Parada      | Acceso para discapacitados | 2008      |
| Centro de Arte                          | Parada      | Acceso para discapacitados | 2008      |
| Federación Deportiva del Guayas         | Parada      | Acceso para discapacitados | 2008      |
| Colegio 28 de Mayo                      | Parada      | Acceso para discapacitados | 2008      |
| Las Monjas                              | Parada      | Acceso para discapacitados | 2008      |
| Bellavista                              | Parada      | Acceso para discapacitados | 2008      |
| Universidad Católica                    | Parada      | Acceso para discapacitados | 2008      |
| Ferroviaria                             | Parada      | Acceso para discapacitados | 2008      |
| Universidad de Guayaquil                | Parada      | Acceso para discapacitados | 2008      |
| Colegio Vicente Rocafuerte              | Parada      | Acceso para discapacitados | 2008      |
| Calle Esmeraldas                        | Parada      | Acceso para discapacitados | 2008      |
| Plaza de la Victoria                    | Parada      | Acceso para discapacitados | 2008      |
| Mercado Central                         | Parada      | Acceso para discapacitados | 2008      |
| García Avilés                           | Parada      | N                          | 2006      |
| IESS                                    | integradora | S                          | 2006      |
| Biblioteca Municipal                    | integradora | N                          | 2006      |
| Circuito San Francisco                  |             |                            |           |
| Estación                                | Tipo        | Estado                     | Servicios |
| Parque California                       | Parada      | Acceso para discapacitados | 2008      |
| Terminal Satélite Pascuales             | Parada      | Acceso para discapacitados | 2022      |
| San Francisco                           | Parada      | Acceso para discapacitados | 2022      |

| Características                |
| ------------------------------ |
| Servicio 24 horas              |
| Servicio 05:30 - 23:30         |
| Accesiblidad para minusválidos |
| Información                    |
| N Únicamente hacia el norte    |
| S Únicamente hacia el sur      |
| Baños                          |
| Wifi gratuito                  |
| Restaurantes                   |
| Troncal 1 (Metroquil)          |
| Troncal 2 (Metroexpress)       |
|                                |

### Rutas alimentadoras

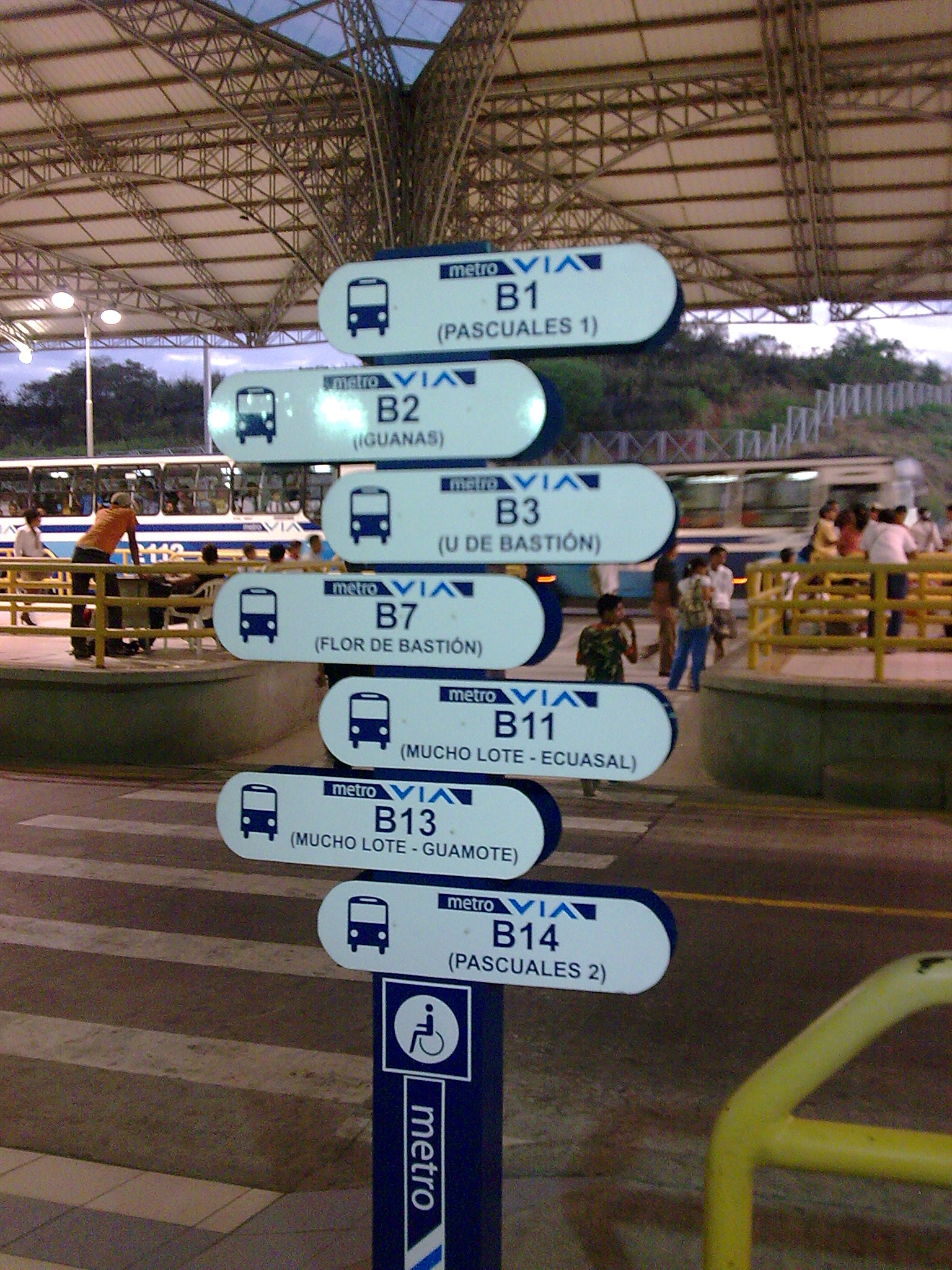
Señalización en la Terminal Bastión Popular.

| Línea | Recorrido                                                |
| ----- | -------------------------------------------------------- |
| B1    | Terminal Bastión Popular - Pascuales                     |
| B2    | Terminal Bastión Popular - Iguanas                       |
| B3    | Terminal Bastión Popular - U de Bastión (suspendido)     |
| B4    | Parada La Florida - Juan Montalvo                        |
| B5    | Parada La Florida - La Rotonda                           |
| B6    | Parada Mapasingue - Espol                                |
| B7    | Terminal Bastión Popular - Flor de Bastión (suspendido)  |
| B8    | Parada Teatro Centro de Arte - Vía a la Costa            |
| B9    | Parada Federación Deportiva del Guayas - Mapasingue Este |
| B10   | Terminal Bastión Popular - Las Orquídeas (supendido)     |
| B11   | Parada Fuerte Huancavilca - Casuarina (suspendido)       |
| B12   | Terminal Bastión Popular - Mucho Lote                    |

| Sistema de Transporte Masivo Urbano de Guayaquil - Metrovía Estaciones de norte a sur de la Troncal 3 |                                                                      |        |                       |
| |                                                                      | Número | Nombre de la estación |
| | Terminal de Integración Bastión Popular                              |        |                       |
| 1 | California                                                           |        |                       |
| 2 | Inmaconsa                                                            |        |                       |
| 3 | Coop. Luz del Guayas                                                 |        |                       |
| 4 | Fuerte Huancavilca                                                   |        |                       |
| 5 | La Florida                                                           |        |                       |
| 6 | Coop. Gallegos Lara                                                  |        |                       |
| 7 | Avenida Juan Tanca Marengo                                           |        |                       |
| 8 | Prosperina                                                           |        |                       |
| 9 | Colegio Dolores Sucre                                                |        |                       |
| 10 | Cerros de Mapasingue                                                 |        |                       |
| 11 | Mapasingue                                                           |        |                       |
| 12 | Centro de Arte                                                       |        |                       |
| 13 | Fedeguayas                                                           |        |                       |
| 14 | Colegio 28 de Mayo                                                   |        |                       |
| 15 | Avenida Las Monjas                                                   |        |                       |
| 16 | Ciudadela Bellavista                                                 |        |                       |
| 17 | Universidad Católica                                                 |        |                       |
| 18 | Ciudadela Ferroviaria                                                |        |                       |
| 19 | Universidad de Guayaquil                                             |        |                       |
| 20 | Colegio Vicente Rocafuerte                                           |        |                       |
| 21 | Calle Esmeraldas                                                     |        |                       |
| 22 | Plaza La Victoria                                                    |        |                       |
| 23 | Mercado Central                                                      |        |                       |
| | I.E.S.S. Transferencia a Troncal 1 (dirección Guasmo)                |        |                       |
| | Biblioteca Municipal Transferencia a Troncal 1 (dirección Río Daule) |        |                       |
| 24 | Calle García Avilés (retorno)                                        |        |                       |